# Kitty van der Mijll Dekker
Kitty van der Mijll Dekker, née le 22 février 1908 à Yogyakarta aux Indes néerlandaises, et décédée le 6 décembre 2004 à Nijkerk, est une artiste textile néerlandaise formée à l'école du Bauhaus. Elle a créé des tentures murales, revêtements de canapés, des nappes et étoles richement colorés extrêmement attrayantes en raison de la variation ingénieuse des reliefs et des motifs.
Son nom reste cependant associé au torchon de cuisine moderne qu'elle a conçu, avec un design abstrait de formes géométriques nouvelles, un tissage et des couleurs originaux.

## Biographie

### Formation
Catharina Louisa (Kitty) van der Mijll Dekker fréquente l'école à La Haye de 1917 à 1925, puis voyage en Suisse, en Angleterre et aux États-Unis.
Elle s'intéresse à l'architecture mais sa famille estime que l'architecture d'intérieur convient mieux à une jeune fille. Elle débute alors une formation artistique à la Hornsey School of Art de Londres puis suit les cours du Bauhaus à Dessau de 1929 à 1932. Elle souhaite entrer dans l'atelier d'ébénisterie du Bauhaus mais, ici aussi, elle est dirigée vers une discipline dite féminine, le tissage. Elle passe l'examen de compagnon en 1931 et obtient le diplôme du Bauhaus en 1932.

### Les ateliers et l'enseignement
Elle quitte alors Dessau pour Nunspeet où elle rejoint son amie du Bauhaus Greten Kähler-Neter et le mari de celle-ci Hermann Fischer pour gérer ensemble l'atelier de tissage De Wipstrik. Ils ont un objectif triple : les idées individuelles doivent pouvoir s'exprimer, les demandes des clients satisfaites et, dans la ligne du Bauhaus, des projets doivent être destinés à la fabrication industrielle.
Elle obtient une médaille d'argent  à la Triennale de Milan, pour ses tissus de cellophane en 1933, elle est également récompensée à l'Exposition universelle de Bruxelles en 1935 et à l'Exposition universelle de Paris en 1937. En 1936, elle obtient le prix Quellinus,.
Elle reçoit régulièrement des commandes pour la famille royale néerlandaise et conçoit notamment, pour les reines Wilhelmina, Juliana et Beatrix, du linge de table en damassé, des rideaux, de la moquette etc. Elle a également tapissé l'intérieur du Palais Het Loo ainsi que les tapisseries murales.
En 1934, lorsque Greten Kähler-Neter et Hermann divorcent, Greten déménage pour Amsterdam tandis que Kitty et Hermann continuent l'atelier sous le nom Handweverij en ontwerpatelier K. v.d. Mijll Dekker (Tissage à la main et atelier de design K. v.d. Mijll Dekker). Il existera jusqu'en 1966.
À partir de 1935 elle travaille également comme créatrice chez Linnenweverijen E.J.F. van Dissel en Zonen à Eindhoven. C'est chez Van Dissel qu'elle aura l'opportunité  de développer des projets originaux.
De 1934 à 1979 Kitty Van der Mijll Dekker enseigne le tissage à l'Instituut voor Kunstnijverheidsonderwijs (Institut d'art appliqué), maintenant Gerrit Rietveld Academie. Elle y modernise la section textile : l'art populaire ou traditionnel cède la place à une formation approfondie en technologie de tissage et des expériences avec des matériaux et des techniques. Elle transmet l'enseignement et les principes du Bauhaus à ses élèves.
Elle est membre de l'association d’artistes Architectura et Amicitia.
En 1950, elle épouse Hermann Fischer.

### Œuvre
Kitty van der Mijll Dekker appréhende le tissage d'une façon très technique. Cela donne des tissages très puissants. Tout est minutieusement pensé, les fils comme l'effet des différentes couleurs et matières. Au Bauhaus elle utilise des matières inhabituelles comme les fils de cellophane et de cuivre.
Elle crée des tentures murales, revêtements de canapés, des nappes et étoles richement colorés, indispensables dans les maisons néerlandaises aisées du milieu du XXe siècle, mais elles sont intemporelles et extrêmement attrayantes en raison de la variation ingénieuse des reliefs et des motifs.
Alors que le damas est souvent trop cher pour les gens ordinaires, Kitty van der Mijll Dekker modernise le torchon à thé néerlandais et rend ainsi abordable des œuvres originales. En plus du torchon emblématique rouge et bleu, à nouveau tissé au musée du textile de Tilbourg, elle conçoit plusieurs motifs différents à carreaux et rayures. Elle inspire d'autres créateurs comme Victor et Rolf ou Designstudio Job, qui vont réaliser des œuvres, parfois des torchons, à la portée des bourses plus modestes.
Des œuvres de Kitty van der Mijll Dekker se trouvent entre autres  à Amsterdam, dans la collection du Rijksmuseum, du Stedelijk Museum et à Tilbourg, au musée du textile.

### Expositions
- 2019 :
  - « Een leven lang weven. Kitty van der Mijll Dekker verbonden met Bauhaus », Museum Bussemakerhuis Borne 12 février-12 mai 2019[21],[22]
  - « Bauhaus - Modern Textiel in Nederland », musée du textile de Tilbourg, 25 mai-30 novembre 2019[23],[24]
- 2007 : 
  - « In het spoor van het Bauhaus, weefwerk van Kitty van der Mijll Dekker », Tilbourg, musée du textile, 27 juin-22 avril 2007[15]